# Stema Regatului Unit

Stema regală a Regatului Unit

Stema Regală a Regatului Unit (engleză Royal coat of arms of the United Kingdom) este stema oficială a Monarhului Britanic, actualmente Charles al III-lea. Stema este folosită de către monarh și de către instituțiile autorizate. Stema este afișată în toate Curțile de Justiție, judecătorii fiind reprezentanții direcți ai monarhului. Monarhul poate de asemenea atribuii Mandate Regale companiilor furnizoare ale familiei regale, iar aceștia au dreptul de a afișa stema pe produsele și magazinele proprii.
Stema este formată dintr-un scut superpozat de o cască de cavaler și susținută de două animale: un leu și un unicorn. Scutul este divizat în patru cadrane, primul și al patrulea arătând fiecare trei lei aurii pe un fundal roșu, simbol al Angliei, al doilea cadran arădând un leu roșu pe fundal auriu, indicând Scoția iar al treilea cadran arătând o harpă aurie pe fundal albastru pentru Irlanda. Deasupra scutului este așezată o cască de cavaler superpozată de coroana regală desupra căreia este situat un leu auriu ce poartă aceeași coroană regală. Suportul drept este un leu încoronat similar, simbol al Angliei, iar suportul stâng este un unicorn, simbol al Scoției. Deoarece unicornul este considerat un animal periculos, acesta este legat în lanțuri. Stema conține deviza monarhilor englezi: Dieu et mon droit („Dumnezeu și Dreptul Meu”) și deviza Ordinului Jartierei: Honi soit qui mal y pense („Să fie făcut de rușine cel care de gândește rău”) pe o reprezentare a Jartierei din spatele scutului.
Mai multe variante ale stemei există: 
- cea folosită de monarhul Regatului Unit în Scoția: leul și cu inorogul sunt inversați, fiecare ține câte un drapel, al Scoției și respectiv al Angliei, pe scut simbolurile engleze și scoțiene sunt inversate, leul de pe coroana de deasupra scutului este leul scoțian, iar devizele sunt cele ale monarhului în Scoția: In My Defens God Me Defend („În apărarea mea, Dumnezeu mă apără”) și Nemo me impune lacessit („Nimeni nu mă rănește fără a scăpa nepedepsit”);
- cea folosită de Guvernul Regatului Unit pe documentele oficiale: nu este indicată casca de cavaler și leul de deasupra coroanei regale;
- cea folosită de Guvernul Scoției: similară cu cea folosită de monarh în Scoția, fără casca de cavaler;

Membrii familiei regale primesc steme personale, bazate pe stema regală.

Stema Monarhului Regatului Unit în Scoția
Stema utilizată de Guvernul Regatului Unit
Stema utilizată de Guvernul Scoției